# Vincent Kobola
Vincent Phaladi Kobola (sinh ngày 8 tháng 1 năm 1985 ở Polokwane, Limpopo) là một cầu thủ bóng đá người Nam Phi thi đấu ở vị trí hậu vệ cho Cape Town City ở Premier Soccer League.
Anh là một cầu thủ xuất sắc nhất PSL, thi đấu ở giải bóng đá cao nhất địa phương cho Moroka Swallows, Jomo Cosmos, University of Pretoria và Mpumalanga Black Aces.
Kobola hiện tại là đội phó của Cape Town City ở Giải bóng đá ngoại hạng Nam Phi 2016–17.